# Mobile Automation
Unter Mobile Automation, auch Mobilelektronik, versteht man die in mobilen Arbeitsmaschinen verbauten Elektroniksysteme zur Maschinensteuerung mit Ausnahme der Motorsteuerung. Nicht zu verwechseln mit dem Begriff tragbares elektronisches Gerät oder Mobiltelefon.
Mobile Arbeitsmaschinen beinhalten immer mehr Elektronik. Dabei handelt es sich beispielsweise um Fahrzeuge wie Baumaschinen, landwirtschaftliche Fahrzeuge, Schienenfahrzeuge, Kommunalfahrzeuge oder auch Feuerwehrfahrzeuge. Neben der Elektronik für das Fahrzeug selbst, beispielsweise für das Motormanagement, gibt es eine Vielzahl von ganz speziellen Funktionalitäten. Das Heben und Senken eines Aggregates an einem Traktor ist solch eine Funktionalität.
Die Mobilelektronik wird meist in vier Teilbereiche aufgeteilt, die alle benötigten Komponenten bereitstellen:
- Anzeigeelemente & Bedienelemente
- Sensoren
- Aktoren
- Steuergeräte mit Software

Die dafür erforderlichen Komponenten sind denen der Maschinensteuerung (Speicherprogrammierbare Steuerung, SPS) aus der industriellen Fertigungstechnik nicht unähnlich.

## Robuste Geräte
Um die Zuverlässigkeit und Verfügbarkeit der mobilen Arbeitsmaschinen zu gewährleisten, wird die Mobilelektronik entsprechend den Standards der Automobilelektronik entwickelt und produziert und unterscheidet sich damit wesentlich von Elektronik für die Industrieautomatisierung. Der mechanische Aufbau der Komponenten wird insbesondere durch die gegenüber dem Kraftfahrzeug nochmals wesentlich raueren Einsatz- und Umweltbedingungen bestimmt.
Robuste Metallgehäuse sind dazu ebenso erforderlich, wie elektronische Bauteile für einen Temperaturbereich von −40 bis +85 Grad Celsius. Die meisten Geräte müssen für höhere Schutzklassen ausgelegt sein, beispielsweise IP 67, da sie sehr häufig direkt an das Fahrzeug gebaut werden und nicht durch einen Schaltschrank geschützt sind.

## Kommunikation
Aus den Einzel-Komponenten kann durch standardisierte Schnittstellen (z. B. Sensoren mit 0 bis 5 Volt, Aktoren mit 0 bis 2 A) ein komplettes, elektronisch vernetztes Maschinensteuerungssystem aufgebaut werden.
Ähnlich wie im PKW-Sektor hat sich bei der Mobilen Automation zur Kommunikation der CAN-Bus (über CAN SAE J1939 oder CANopen) für die Vernetzung der Komponenten durchgesetzt. Darauf werden die unterschiedlichsten Protokolle gefahren, die teilweise ganz speziell für die Mobile Automation entwickelt wurden. Aktuelle Geräte verfügen immer häufiger auch über eine Ethernet-Schnittstelle, die bisher insbesondere für die Programmierung genutzt wird, obwohl Ethernet-TCP/IP auch das Potenzial für die Echtzeitkommunikation böte. Dort wo aus Gründen der Performance aktuell mehrere CAN-Stränge parallel gefahren werden, könnte zukünftig Ethernet eine wichtige Rolle spielen.

## Programmierung
Maschinensteuerungssoftware wird überwiegend nach dem Standard IEC 6 11 31 und in der Hochsprache C, C++ oder einer „SPS-Sprache“  aus der Welt der industriellen Automatisierungstechnik entwickelt.
Für Diagnosezugriffe kommt zumeist ein anderes Werkzeug wie zur Softwareentwicklung zum Einsatz.

## Anbieter
In dem sich noch stark entwickelnden Markt sind insbesondere mittelständische Unternehmen tätig, wie zum Beispiel: (alphabetische Sortierung)
B&R Industrial Automation, Balluff GmbH, Eckelmann AG, Graf-Syteco, Hirschmann Automation and Control, IBL-HYDRONIC, ifm electronic, Inter Control, Jetter AG, Kuhnke Automation, Liebherr-Electronics and Drives GmbH, MOBA Mobile Automation AG, Mobil Elektronik GmbH, MRS Electronic, Mueller Electronics und WTK-Elektronik (Trimble-Gruppe), Sensor-Technik Wiedemann, SIKO GmbH, TTControl (joint-venture mit Hydac), Wachendorff Elektronik.
Daneben gibt es auch Konzerne wie die Bosch Rexroth AG, Sauer Danfoss und Hydac die über einen entsprechenden Geschäftsbereich verfügen.